# Паоло Мађели
Паоло Мађели (Прато, 3. март 1947) италијански је позоришни редитељ.

## Биографија
Његови родитељи веома су ценили уметност и од малена је одлазио на позоришне представе.
У родном граду је радио као асистент Гиоргија Стрехлера, те је заједно с Робертом Бенигнијем, Памелом Виллореси, Савериом Марцонијем, Францесцом Нутијем и Марцеллом Бартолијем основао Teatro studio del Teatro Metastasio.
Мађели је студирао режију и славистику. Након што му је понуђена стипендија за студије ван Италије, одабрао је Румунију, где је режирао две представе са којима бива позван на паришки Festival Théâtre des Nations Jean-Louisa Barraulta.
Дошао је да ради у Београд са 26 година на позив управника Народног позоришта Велимира Лукића.
Од 70-их година он суделује на БИТЕФ-у и упознаје водеће авангардне личности Европе тог времена.
Од 1985. живи у Загребу. У Хрватској ради на такозваној Ратној трилогији дела Еурипида. Поставља три трагедије: Феничанке (1987) у дворцу крај Дубровника, Електру (1988) у напуштеном ренесансном градићу крај Сплита, Хелену (1989) у вили уз море.
Режирао је у Немачкој, Италији, Мађарској, Венецуели, Мексику, Швајцарској, Колумбији, Белгији, Македонији, Словенији, Србији, Хрватској, Црној Гори, Израелу.
Био је у браку са Добрилом Бобом Стојнић и потом Розалијом Леваји, са којом има двоје деце.
Члан је уметничког већа краљевског позоришта Зетски дом.
Био је јавни критичар актуелних режима деведесетих година у БиХ, Хрватској и Србији.

## Награде
- Награда Бојан Ступица
- Три Награде хрватског глумишта за најбољег редитеља (1997, 1998. и 2009)[2]
- Вјесникова награда за казалишну умјетност "Дубравко Дујшин" за 2007.годину[2]

## Одабрана театрографија
- Помозите ми да умрем, 03.03.1972, Београд, Народно позориште[7]
- Мандрагола, 31.01.1973, Београд, Народно позориште[7]
- Рибарске свађе, 11.11.1973, Београд, Народно позориште[7]
- ДИВОВИ ИЗ ПЛАНИНЕ, 15.09.1974, Београд, Атеље 212[7]
- Галеб, 18.12.1974, Београд, Народно позориште[7]
- Аладинова чаробна лампа, 08.04.1975, Београд, Позориште „Бошко Буха”[7]
- Анализа, 22.10.1975, Београд, Народно позориште[7]
- КОД ЛЕПОГ ИЗГЛЕДА, 19.03.1976, Београд, Атеље 212[7]
- Госпођа Маргарита, 14.04.1976, Београд, Југословенско драмско позориште[7]
- Мирандолина, 07.09.1976, Сомбор, Народно позориште[7]
- Огњиште, 25.11.1976, Београд, Народно позориште[7]
- Ништа без коња, 06.12.1977, Београд, Позориште 'Бошко Буха'[7]
- Како се постаје Деда Мраз, 23.12.1977, Београд, Позориште 'Бошко Буха'[7]
- Принц од Хомбурга, 07.02.1978, Београд, Народно позориште[7]
- Војцек, 25.04.1978, Сомбор, Народно позориште[7]
- Трилогија о летовању, 01.10.1978, Београд, Југословенско драмско позориште[7]
- Како вам драго, 24.12.1978, Београд, Народно позориште[7]
- Краљ Лир, 16.07.1979, Београд, Југословенско драмско позориште[7]
- ХАРОЛД И МОД, 23.03.1980, Београд, Београдско драмско позориште[7]
- Пинокио, 04.10.1980, Београд, Позориште 'Бошко Буха'[7]
- Дон Жуан се враћа из рата, 04.11.1980, Београд, Југословенско драмско позориште[7]
- АМАДЕУС, 07.03.1981, Београд, Београдско драмско позориште[7]
- БЕРТИНО БЛАГО, 12.02.1982, Београд, Београдско драмско позориште[7]
- ЦЕНТРИФУГАЛНИ ИГРАЧ, 16.05.1982, Београд, Београдско драмско позориште[7]
- Хобит, 11.11.1982, Београд, Позориште 'Бошко Буха'[7]
- ВЕЧЕРАС ИМПРОВИЗУЈЕМО, 13.05.1983, Београд, Београдско драмско позориште[7]
- ПРИЧЕ ИЗ БЕЧКЕ ШУМЕ, 05.11.1983, Београд, Атеље 212[7]
- ПИВАРА, 21.10.1984, Београд, Београдско драмско позориште[7]
- МЕТАСТАБИЛНИ ГРААЛ, Београд, Атеље 212[7]
- ИВОНА, БУРГУНДСКА КНЕГИЊА, 01.10.1985, Београд, Београдско драмско позориште[7]
- Кћи пука, 11.01.1986, Београд, Народно позориште[7]
- Пер Гинт, 22.02.1986, Београд, Југословенско драмско позориште[7]
- ТРИНАЕСТ БОЖИЈИХ ТРИЧАРИЈА, 06.12.1987, Београд, Београдско драмско позориште[7]
- ПАРИСКА КОМУНА, 18.03.1988, Београд, Атеље 212[7]
- Италијанска ноћ, 27.11.2004, Београд, Југословенско драмско позориште[7]
- На дну, 03.03.2007, Београд, Југословенско драмско позориште[7]
- Горски дивови, 21.04.2018, Суботица, Позориште Kosztolányi Dezsö[7]
- Ноћни живот[8]
- Хамлет[9]